# Laocypris hispida
Laocypris hispida är en fiskart som beskrevs av Maurice Kottelat 2000. Laocypris hispida ingår i släktet Laocypris och familjen karpfiskar. IUCN kategoriserar arten globalt som otillräckligt studerad. Inga underarter finns listade i Catalogue of Life.